# Walshausen
Walshausen est une municipalité allemande de la commune fusionnée de Zweibrücken-Land, dans l'arrondissement du Palatinat-Sud-Ouest (Südwestpfalz) et le Land de Rhénanie-Palatinat.

## Histoire
Walshausen est mentionné pour la première fois dans un document de 1463 sous le nom de Walshusen. Le village disparu de Felsalben était déjà mentionné comme Felsalbia en 888 dans un acte de donation du roi franc Arnulf.
En 1730, Walshausen rachète le ban du village disparu de Felsalben au duc Gustave-Samuel-Léopold de Palatinat-Deux-Ponts. Après des démarches auprès des communautés voisines, l'achat est finalement reconnu le 28 novembre 1735 et le terrain est partagé entre les familles de Walshausen.
Jusqu'à la fin du XVIIIe siècle, le lieu appartient au duché de Palatinat-Deux-Ponts (Pfalz-Zweibrücken).
Après 1792, les troupes révolutionnaires françaises occupent la région puis l'annexent après la paix de Campo-Formio (1797). De 1798 à 1814, le village fait partie du canton de Neuhornbach dans le département français du Mont-Tonnerre. En 1816, à la suite d'accords conclus au congrès de Vienne (1815) et d'un traité de troc avec l'Autriche, la région passe au royaume de Bavière. À partir de 1818, la commune de Walshausen dépend du Landkommissariat de Deux-Ponts au sein du Cercle du Rhin bavarois et plus tard du bureau du district de Deux-Ponts (Bezirksamt Zweibrücken) qui devient l'arrondissement de Deux-Ponts (Landkreis Zweibrücken) en 1938. Depuis 1972, Walshausen appartient à la commune fusionnée de Deux-Ponts-Campagne (Verbandsgemeinde Zweibrücken-Land) et depuis 1997 à l'arrondissement du Palatinat-Sud-Ouest.
L'ancien moulin dit Walshauser Mühle a été démoli lors de la construction du Westwall en 1938.

## Religion
En 2012, 60,0 % des habitants étaient protestants et 16,4 % catholiques. Les autres appartenaient à une autre religion ou étaient non confessionnels. Les catholiques appartiennent au diocèse de Spire, les évangéliques à l'Église protestante du Palatinat-Sud-Ouest.